# Усть-Джегута
Усть-Джегута́ — город в Карачаево-Черкесской Республике Российской Федерации. Административный центр Усть-Джегутинского района; образует Усть-Джегутинское городское поселение.

## География

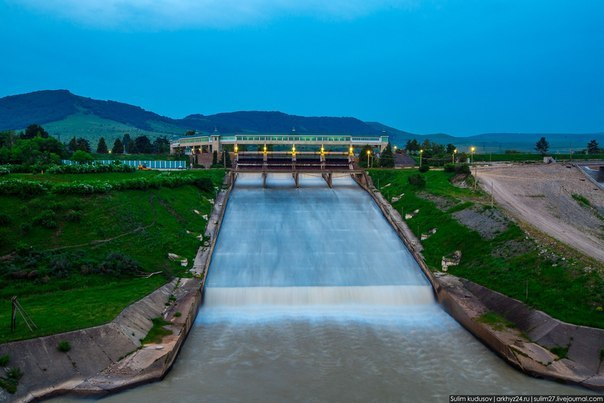
Кубань на выходе из Усть-Джегутинского водохранилища

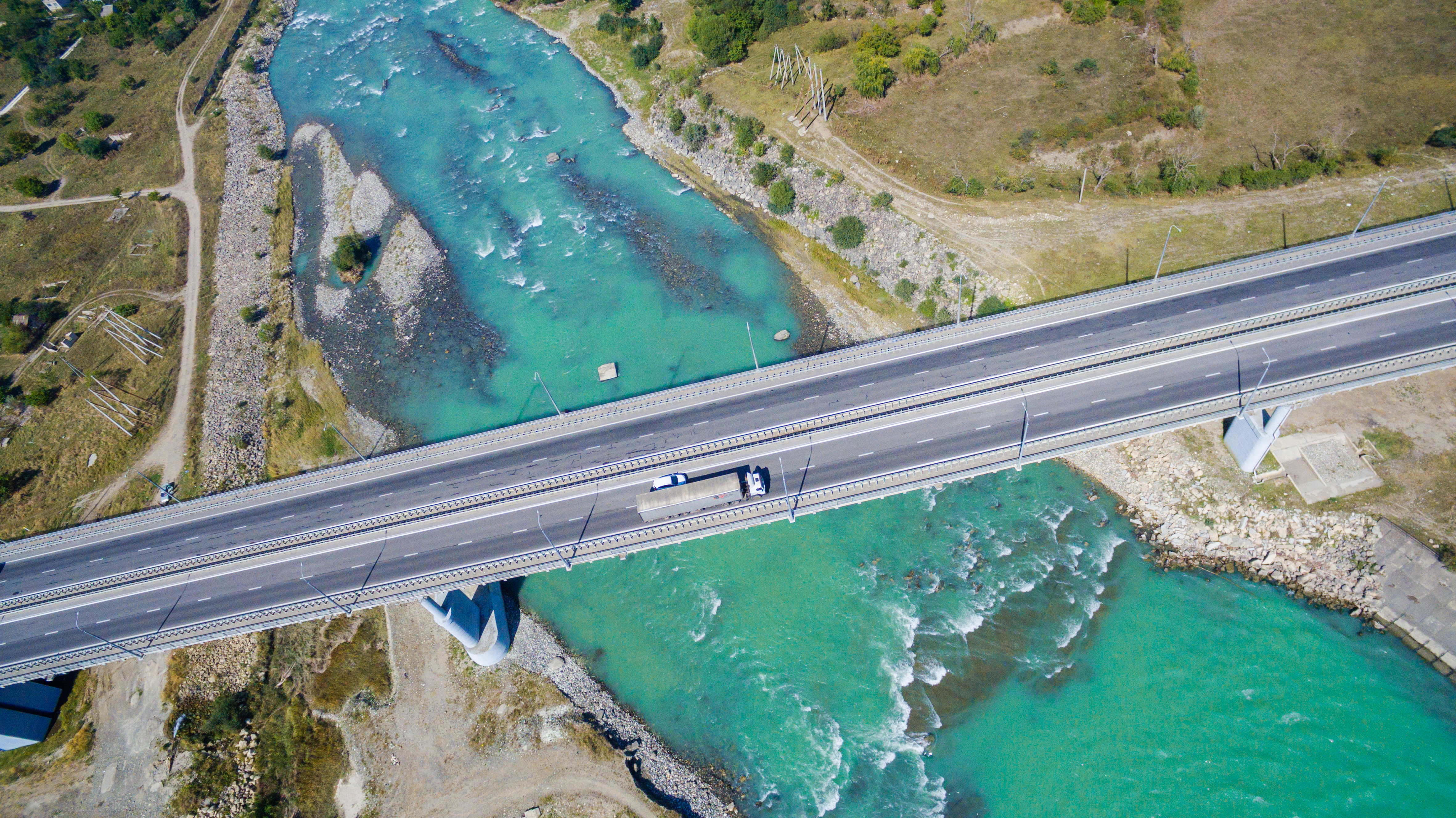
Мост-эстакада через Кубань с высоты птичьего полёта

Город расположен на правом берегу реки Кубань, в 8 км к югу от Черкесска. В Усть-Джегуте из Кубани берёт начало Большой Ставропольский канал (вытекает из созданного на реке южнее города Усть-Джегутинского водохранилища).
К Усть-Джегуте также относится высотный микрорайон «Московский», построенный вместе с тепличным комбинатом «Южный» на противоположном, левом берегу реки, к югу от аула Кубина. При этом и комбинат, и аул относятся к Абазинскому району республики.

## История
Основана в 1861 году казаками-переселенцами как станица Усть-Джегутинская.
C 1935 года — административный центр Усть-Джегутинского района. В 1975 году станица преобразована в город районного подчинения Усть-Джегуту.

## Население
| 1939    | 1959    | 1970    | 1979    | 1989    | 1992    | 1996    | 1998    | 2000    | 2002    |
| ------- | ------- | ------- | ------- | ------- | ------- | ------- | ------- | ------- | ------- |
| 6398    | ↗11 490 | ↗16 670 | ↗19 231 | ↗29 225 | ↗31 600 | ↘31 500 | ↘31 400 | ↗31 500 | ↗32 903 |
| 2003    | 2005    | 2006    | 2007    | 2008    | 2009    | 2010    | 2011    | 2012    | 2013    |
| ↘32 900 | ↘32 100 | ↘31 800 | ↘31 100 | ↘30 100 | ↘30 025 | ↗30 566 | ↗30 600 | ↘30 286 | ↘29 953 |
| 2014    | 2015    | 2016    | 2017    | 2018    | 2019    | 2020    | 2021    | 2023    | 2024    |
| ↘29 665 | ↗29 779 | ↗30 245 | ↗30 438 | ↘30 391 | ↘30 369 | ↗30 559 | ↗31 137 | ↗31 357 | ↗31 523 |
| 2025    |         |         |         |         |         |         |         |         |         |
| ↗31 685 |         |         |         |         |         |         |         |         |         |

На 1 января 2025 года по численности населения город находился на 476-м месте из 1124 городов Российской Федерации.
Национальный состав
По данным Всероссийских переписей населения 2002 года и 2010 года:
| Народ      | Численность (2002), чел. | Доля от всего населения (2002), % | Численность (2010), чел. | Доля от всего населения (2010), % |
| ---------- | ------------------------ | --------------------------------- | ------------------------ | --------------------------------- |
| карачаевцы | 16 318                   | 49,59 %                           | 16 700                   | 54,64 %                           |
| русские    | 11 612                   | 35,29 %                           | 9 959                    | 32,58 %                           |
| абазины    | 2 256                    | 6,86 %                            | 1 845                    | 6,04 %                            |
| черкесы    | 589                      | 1,79 %                            | 417                      | 1,36 %                            |
| цыгане     | 280                      | 0,85 %                            | 340                      | 1,11 %                            |
| татары     | 310                      | 0,94 %                            | 221                      | 0,72 %                            |
| украинцы   | 218                      | 0,66 %                            | 113                      | 0,37 %                            |
| другие     | 1 320                    | 4,01 %                            | 971                      | 3,18 %                            |
| всего      | 32 903                   | 100 %                             | 30 566                   | 100 %                             |

По данным Всероссийской переписи населения 2021 года:
| Народ              | Численность, чел. | Доля от всего населения, % |
| ------------------ | ----------------- | -------------------------- |
| карачаевцы         | 17 639            | 56,64 %                    |
| русские            | 9 092             | 29,20 %                    |
| абазины            | 1 509             | 4,84 %                     |
| черкесы            | 603               | 1,93 %                     |
| другие/ не указано | 2 294             | 7,36 %                     |
| всего              | 31 137            | 100 %                      |

## Транспорт
Железнодорожный
В городе расположена железнодорожная станция Джегута — конечная станция на линии, начинающейся от станции Невинномысской (которая, в свою очередь, расположена в Невинномысске, Северо-Кавказская железная дорога). Пригородное пассажирское железнодорожное сообщение на сегодняшний день отсутствует. Ранее, до 2009 года, курсировал пригородный поезд Джегута—Невинномысская, затем по этому же маршруту пассажирские перевозки осуществлялись рельсовыми автобусами РА2. Беспересадочные вагоны из Усть-Джегуты, ранее следовавшие в Москву в составе поезда дальнего следования № 061С Нальчик—Москва (доставлялись в Невинномысск с помощью пригородного поезда), отменены.
Автомобильный
Через город проходит Военно-Сухумская дорога. C августа 2010 года в черте города строился мост через Кубань, чтобы по окончании строительства перевести на него движение транспорта с плотины Усть-Джегутинского водохранилища, которая перегораживает реку, а саму плотину реконструировать. В конце 2012 года мост был введён в эксплуатацию, став крупнейшим мостом-эстакадой на Северном Кавказе.

## Экономика
- Усть-Джегутинский завод железобетонных изделий (ликвидирован в 2004 году)
- цементный завод «Кавказцемент» (входит в «Евроцемент груп»)
- известковый завод ЗАО «Известняк», созданный на базе Джегонасского месторождения известняков
- Карачаево-Черкесский завод силикатного кирпича
- Усть-Джегутинская малая ГЭС

## Памятники
Мемориал Славы
В центре города, в парке расположен Мемориальный комплекс Славы, посвящённый воинам, погибшим в годы Великой Отечественной войны. Первоначально он был открыт 9 мая 1959 года на месте захоронения 15 жителей станицы Усть-Джегутинской и пленных воинов Красной армии, расстрелянных 31 августа 1942 года нацистскими оккупантами. Среди расстрелянных — председатель сельсовета Г. Д. Андриенко, сотрудники и руководящий состав советских учреждений станицы (узел связи, железнодорожная станция, районный финансовый отдел, паспортный стол, милиция), жители станицы, колхозники и активисты. Памятник включал в себя скульптуру воина с карабином, стоящего в почётном карауле, и рядом с ним — статую скорбящей матери погибшего солдата.
В 1978 году был возведён, силами рабочих СУ-217, Усть-Джегутинского завода ЖБИ, Джегонасского известнякового карьера, новый мемориальный комплекс. Он создавался на пожертвования трудовых коллективов района, проводились субботники. Была установлена памятная плита с именами погибших, зажжён Вечный огонь. На двух устремлённых в небо стелах была помещена скульптурная композиция авторства Льва Робермана, ставшая центральным монументом комплекса.
14 июня 1997 года на территории мемориала были установлены памятные доски из чёрного мрамора с именами погибших на фронте жителей Усть-Джегутинского района (всего в годы войны погиб 2541 житель района). Также мемориальный комплекс дополнили бюсты Героя Советского Союза Х. У. Богатырёва и Героев Российской Федерации М. Ч. Гербекова и Ю. К. Каракетова.

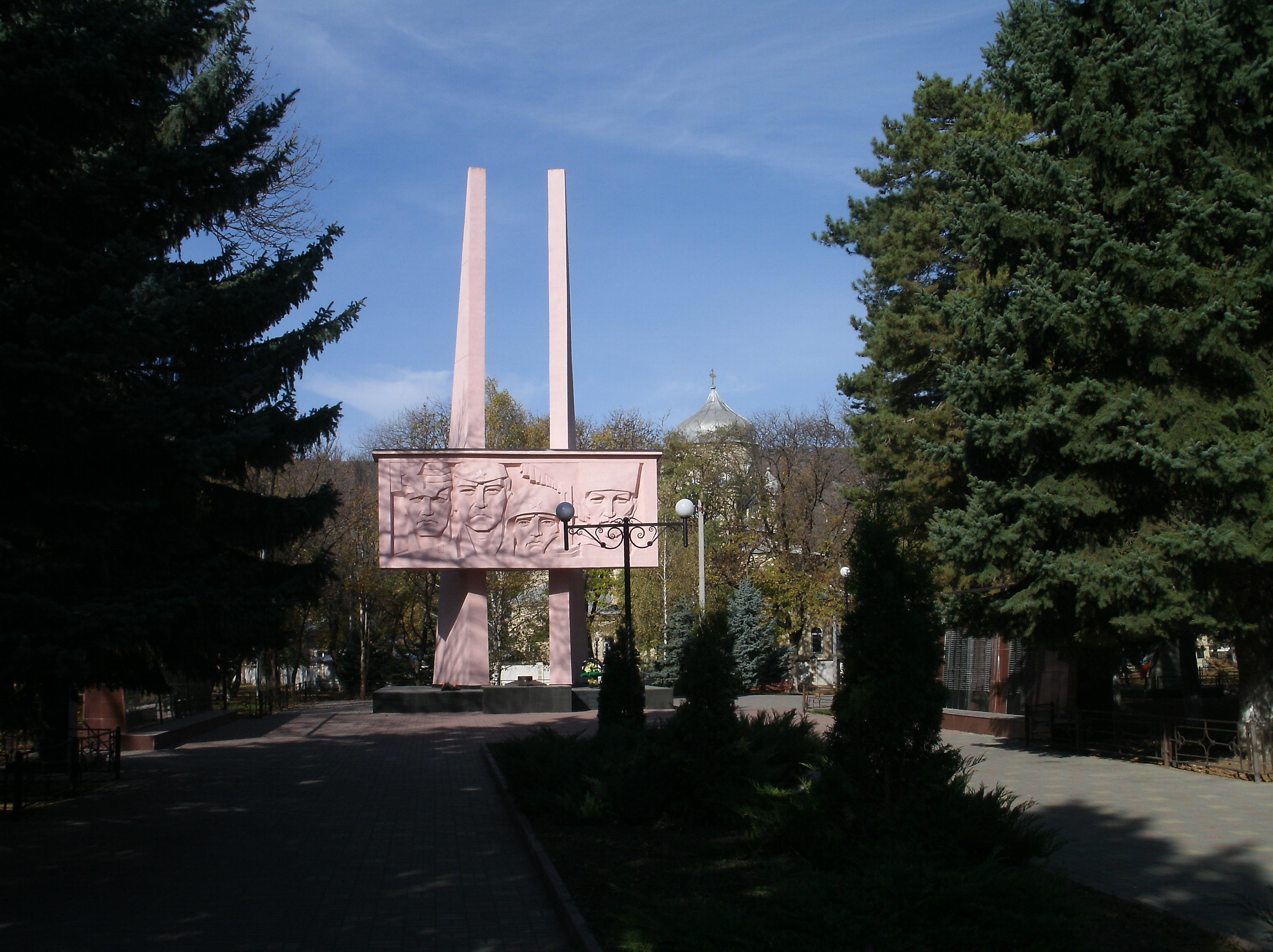
Мемориальный комплекс
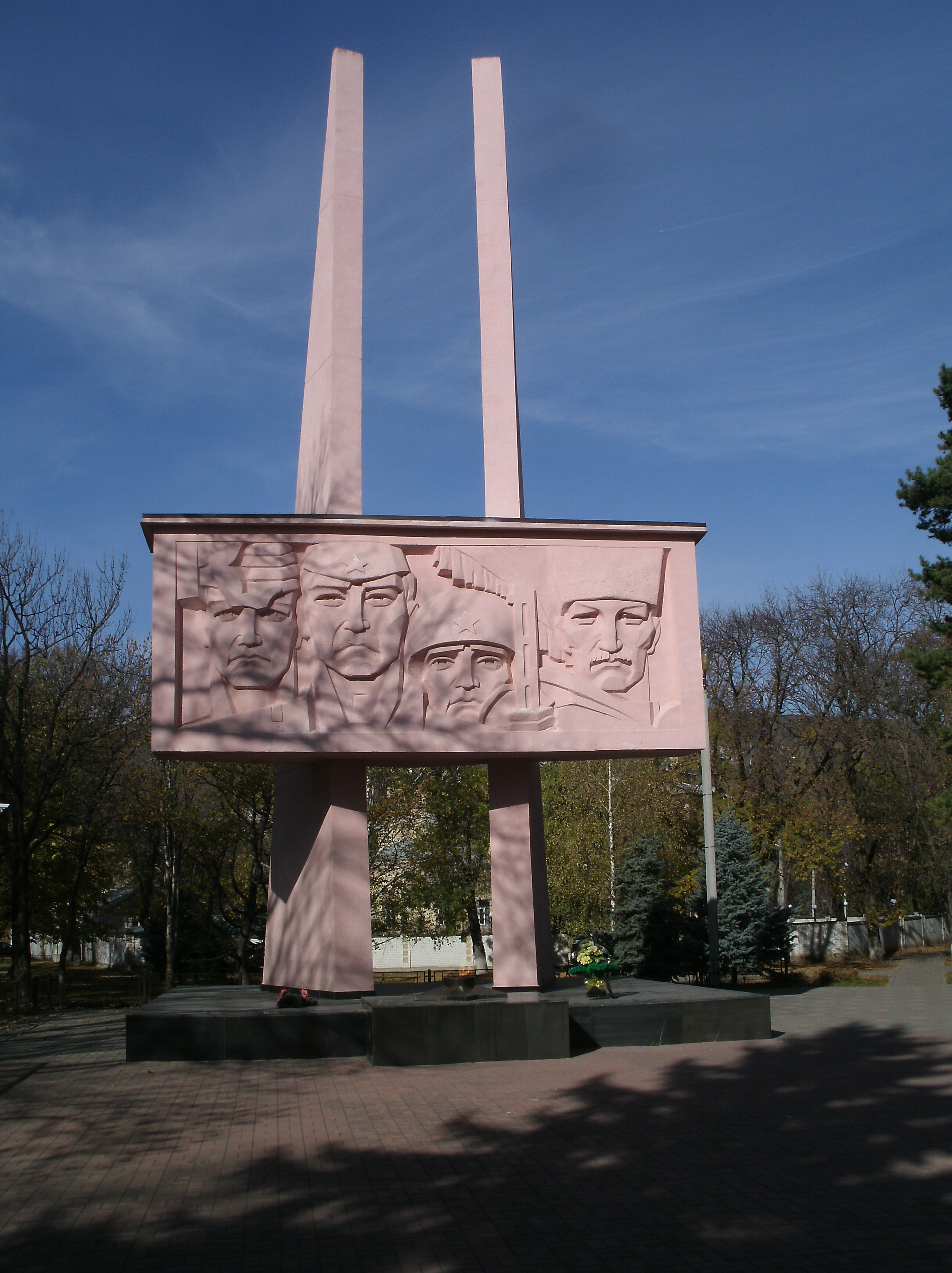
Скульптурная композиция Л. Е. Робермана
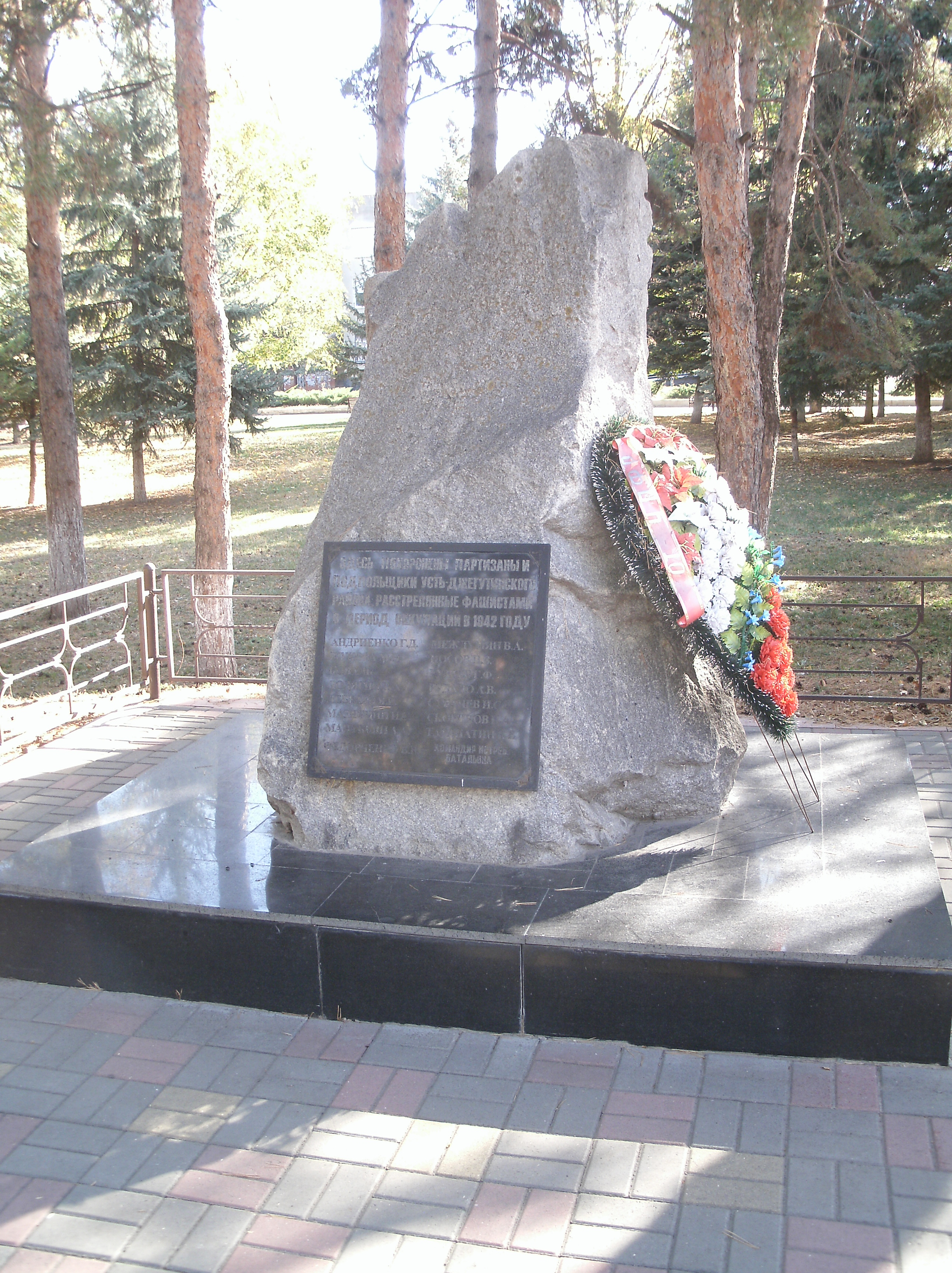
Братская могила жителей станицы и советских воинов

## Религия
Ислам
- Соборная мечеть.
- 3 местных религиозных организации мусульман-суннитов ханафитского мазхаба, в том числе 1 в микрорайоне «Московский»[41].

Русская православная церковь
- Храм святого Архистратига Божия Михаила. Первоначально в станице существовала деревянная часовня, в 1879—1885 годах возведён каменный храм, сохранившийся до наших дней[42].
- Строящаяся часовня в честь святых Петра и Февронии Муромских в микрорайоне «Московский»[43].

Протестантизм
- 2 церкви Российского объединённого Союза христиан веры евангельской (пятидесятников) — «Исход» и «Божий Ковчег».
- Церковь евангельских христиан-баптистов, находящаяся в ведении Российского союза евангельских христиан-баптистов.
- Церковь евангельских христиан-баптистов, находящаяся в ведении Международного союза церквей евангельских христиан-баптистов[44].

## Известные уроженцы
- Билан, Дима Николаевич — российский певец.
- Остроухов, Евгений Владимирович — российский военнослужащий, герой Российской Федерации.